# Siata Española
Siata Española, S.A. fue la filial española de Siata, creada en Barcelona y con fábrica en Tarragona. Entre los años 1960 y 1973 se centró en carrocerías especiales, en la conversión de motores y en accesorios para coches.
Siata Española desarrolló principalmente carrocerías especiales para SEAT, la mayoría de diseño propio, y todas ellas sobre la base del SEAT 600, excepto el prototipo Siata Barcino coupé presentado en la feria de muestras de Barcelona en 1960, realizado sobre la base del SEAT 1400 C en formato coupé con un aumento de cilindrada a 1.700 cc.

## Entre sus creaciones
Base  SEAT 600
- Siata Ampurias, con motor modificado hasta los 750 cc (más potencia, gracias a unos nuevos pistones) y con una carrocería de tres volúmenes (24 unidades fabricadas).[3]

- Siata Turisa, con carrocería coupé o spider (228 unidades fabricadas).

- Siata Tarraco, un coche deportivo de cuatro plazas con motores de 750 cc o 850 cc (598 unidades fabricadas).

- Siata Patricia, furgón abierto playero (6 unidades fabricadas).

- Siata Formichetta (aproximadamente 7000 unidades fabricadas).

- Siata Minivan, la furgoneta de reparto que tuvo distintas versiones, la 2850, 3000, la tipo pickup 400 CH, la cerrada, la Avia y en 1972 fue absorbida por Ebro, que siguió fabricando la furgoneta Minivan, denominada a partir de ese momento Ebro Siata 40. Tuvo diferentes carrozados especiales como Food truck de helados, ambulancia y fúnebre.[4]

Base SEAT 1400
- Siata Barcino 1700 Coupé. Prototipo solo 1 unidad.

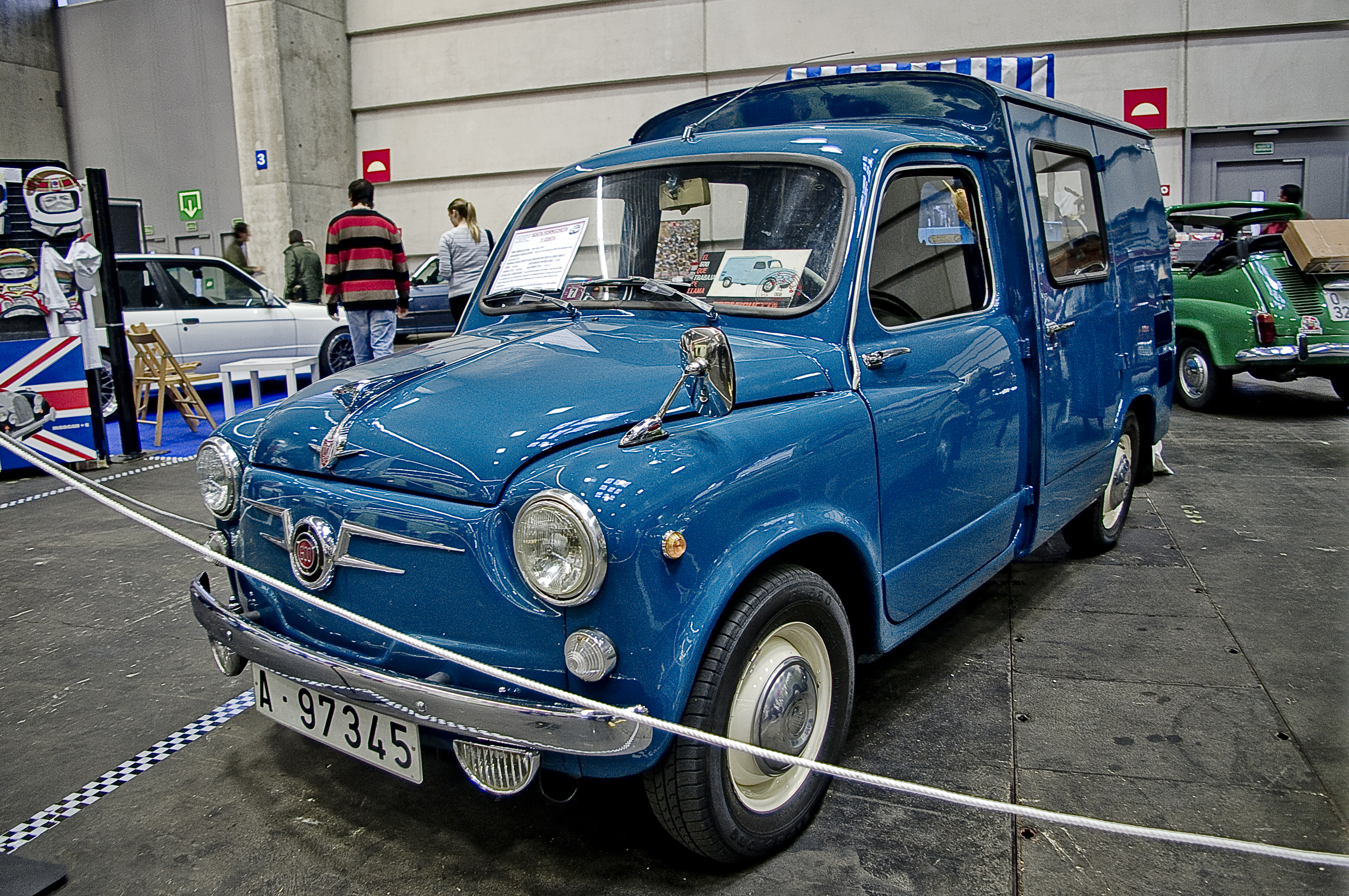
Siata/SEAT Formichetta.
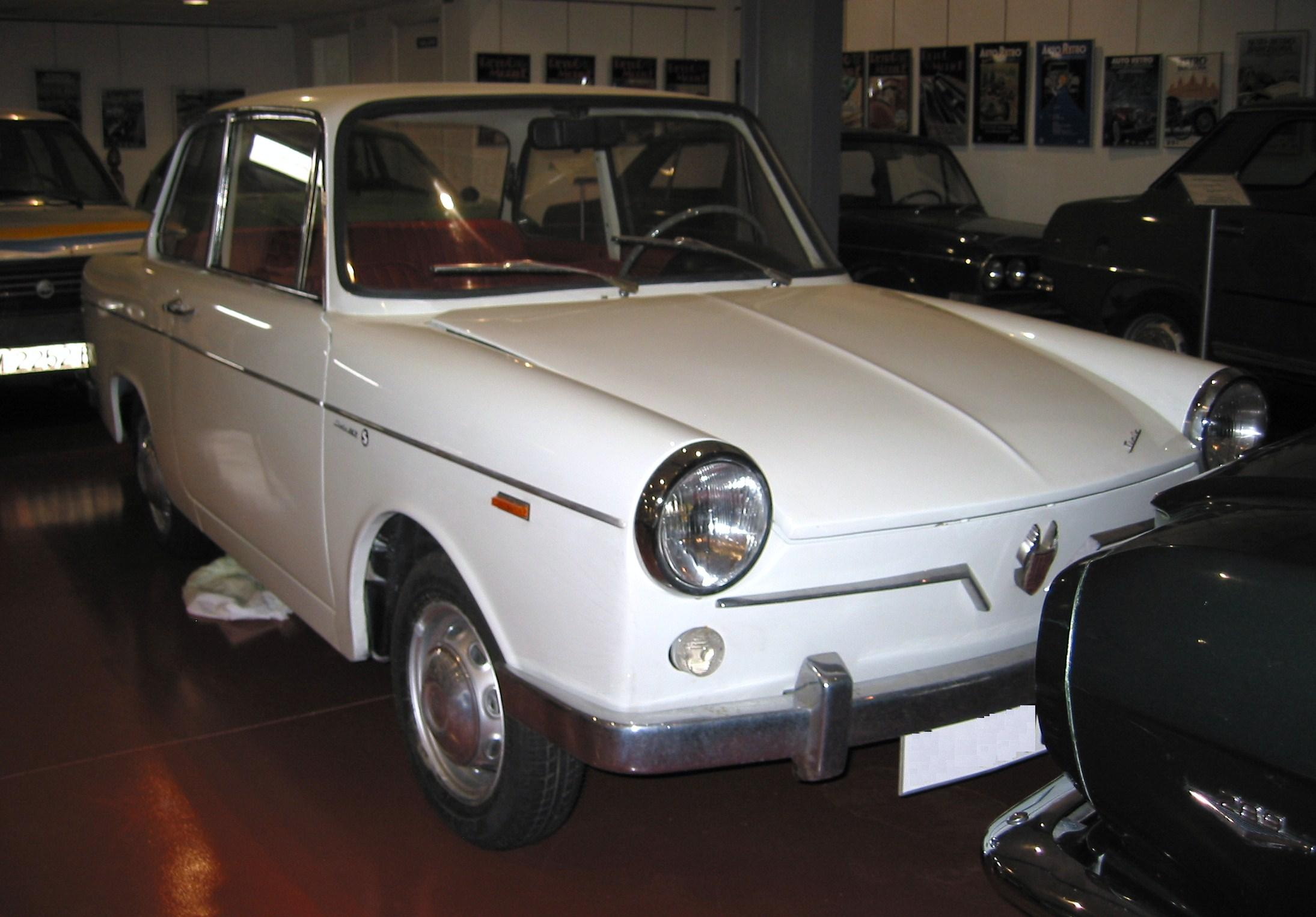
Siata Tarraco.
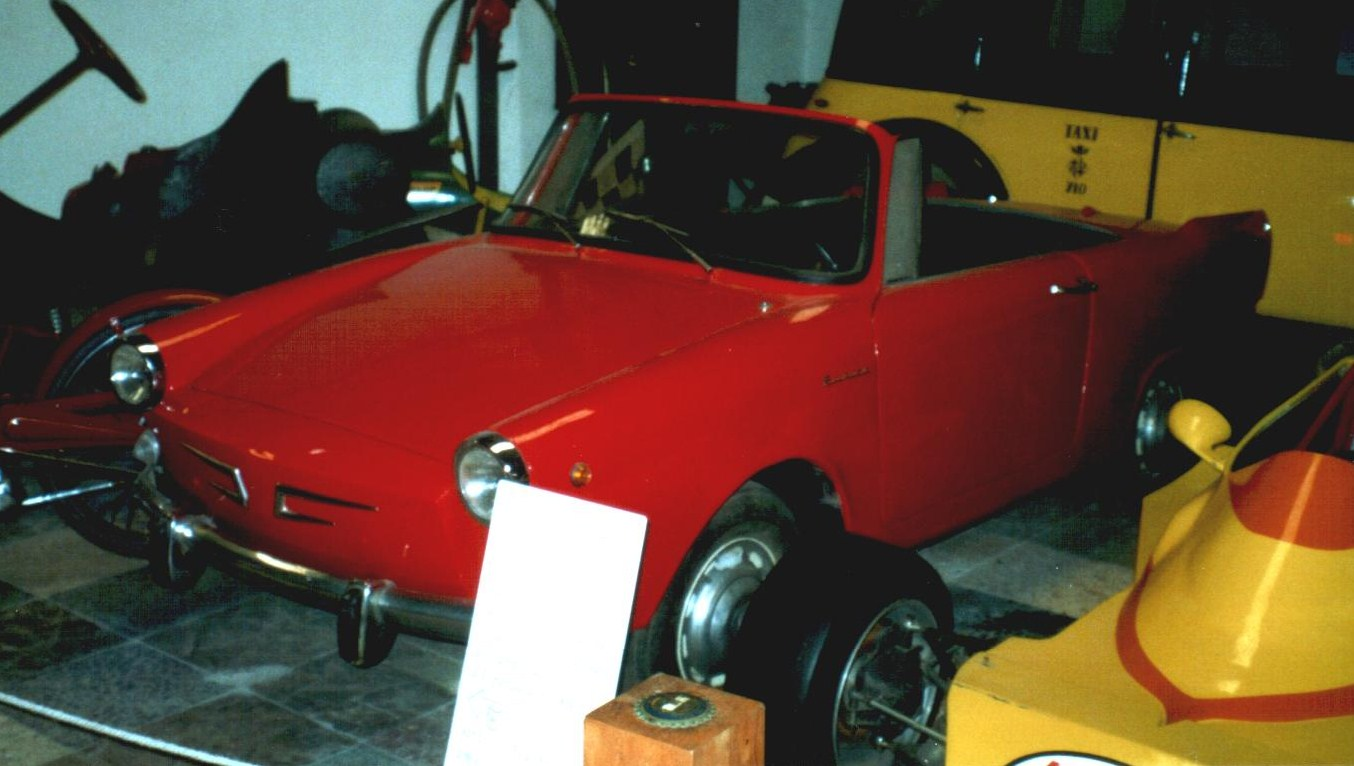
Siata Turisa.

Todos los modelos con base SEAT tenían el logotipo SEAT en el frontal mientras que el anagrama o logotipo de Siata solía venir en los laterales y la parte trasera, aunque en algunos modelos también venían delante encima del logotipo de SEAT.